# Прогулянка в хмарах
«Прогулянка в хмарах» (англ. A Walk in the Clouds) — фільм, романтична драма 1995 року.

## Сюжет
Пол повертається з війни. Його дружина, з котрою він одружився в одній із відпусток, виявляється для нього зовсім чужою людиною… На шляху в Сакраменто (він працював комівояжером — продавав шоколад) колишній солдат захистив красиву дівчину Вікторію Арагон від хуліганів, і вона розповіла йому, що завагітніла, а наречений її залишив, і вона боїться повертатися в будинок строгих батьків, католиків мексиканського походження. Пол запропонував видати себе за чоловіка. Він затримався на день, на два, на тиждень, пуступово захоплення переросло в кохання, він познайомився з її сім'єю, строгого батька, налаштованого проти цього шлюбу, дідуся і, сам будучи сиротою, полюбив цих людей.

## У ролях
- Кіану Рівз — Пол Саттон
- Айтана Санчес-Хіхон — Вікторія Арагон
- Ентоні Квінн — дон Педро Арагон
- Джанкарло Джанніні — Альберто Арагон
- Анхеліка Арагон — Марія Хосе Арагон
- Еванхеліна Елісондо — Гваделупе Арагон
- Фредді Родрігес — Педро Арагон молодший
- Дебра Мессінг — Бетті Саттон
- Феброніо Коваррубіас — Хосе Мануель
- Роберто Уерта — Хосе Луіс

## Нагороди
- Золотий глобус за музику до фільму.